# Codificación queer
La codificación queer es la sugerencia subtextual de que un personaje en los medios y obras de arte puede ser LGBTI. Aunque es posible que la identidad sexual de un personaje no se confirme explícitamente, un personaje podría codificarse como queer mediante el uso de rasgos y estereotipos reconocibles por la audiencia. Tales rasgos son muy variados, pero son frecuentes los rasgos de masculinidad y feminidad exageradas, vanidad e hipersexualidad. La codificación queer es un concepto tanto en la discusión de la representación de las personas LGBT en los medios como en la investigación académica que involucra la teoría queer o los estudios de género.

## Impacto
La codificación queer es similar al queerbaiting, pero la codificación queer de un personaje es neutral e intrínseca a la obra, a diferencia del queerbaiting, utilizado para atraer espectadores. Sin embargo, la codificación queer puede tener un impacto negativo en las percepciones de las personas LGBTI en los medios. Los villanos a menudo son representados con rasgos afeminados, lo que lleva a la percepción peyorativa de dichos rasgos. Se ha criticado la atribución de características y comportamientos queer a personajes villanos o antagónicos por parte de la compañía Walt Disney . Muchos creen que Andreas Deja, un hombre gay y animador secundario de los villanos de Disney Scar y Jafar, los basó en sí mismo. Sin embargo, Andreas en realidad basó a Scar en su actor de voz en inglés Jeremy Irons, y la aparición de Jafar por Conrad Veidt, un actor famoso por sus papeles de villano. Jonathan Freeman, el actor de voz de Jafar, afirma que su voz se inspiró en Vincent Price y Boris Karloff, dos actores famosos por sus papeles de villanos.
Los críticos culturales han afirmado que esta atribución puede conducir a una asociación negativa entre lo queer y el comportamiento inmoral y licencioso. Incluso si los villanos no fueron retratados como malvados, la asociación entre características queer y personajes poco éticos permanece.

## Historia
La idea de la codificación queer no explícita se deriva probablemente de las estrictas regulaciones sobre cómo los personajes queer podían ser retratados en los primeros días de la realización de películas. En 1930, el Código Hays se estableció como un estándar para lo que se permitía y no se permitía mostrar en la pantalla. Según el código, no se permitía que las películas retrataran temas "perversos" como la homosexualidad, lo que inevitablemente conducía a la representación de personajes LGBTI no explícitos. La tendencia de la inclusión de personajes queer de una manera subtextual probablemente continuó influyendo en las representaciones modernas de personajes LGBTI. El tratamiento de los personajes LGBTI en el cine se analiza en el documental de 1995 El celuloide oculto, y es uno de los primeros casos en los que se presenta al público la idea de la codificación queer.